# Václav Hubinger
Václav Hubinger (ur. 14 października 1949 w Pradze) – czeski antropolog społeczny, orientalista i dyplomata. Pełnił funkcję ambasadora w Portugalii, Kenii, Brazylii i Turcji.

## Życiorys
W latach 1968–1974 studiował język indonezyjski oraz etnologię na Wydziale Filozoficznym Uniwersytetu Karola w Pradze. W 1980 r. uzyskał „mały doktorat” (PhDr.), a w 1989 r. – stopień kandydata nauk. W latach 1976–1977 był zatrudniony w Muzeum Náprstek. Później pracował w Czechosłowackiej Akademii Nauk, początkowo w Instytucie Encyklopedycznym (1977–1989), a następnie w Instytucie Etnografii i Folklorystyki (1989–1994). W latach 1991–1993 wykładał na Uniwersytecie Karola. W 1994 r. został zatrudniony w Ministerstwie Spraw Zagranicznych Republiki Czeskiej. 
Był członkiem Europejskiego Stowarzyszenia Antropologów Społecznych oraz członkiem założycielem Europejskiego Stowarzyszenia Studiów nad Azją Południowo-Wschodnią. Należał do rad redakcyjnych czasopism: „Social Anthropology/Anthropologie Sociale”, „Český lid” i „Mezinárodní politika”. Zajmował się etnicznością, nacjonalizmem i teorią antropologii społecznej i kulturowej.
W marcu 2015 r. przeszedł na emeryturę.
Włada kilkoma językami obcymi: angielskim, portugalskim, rosyjskim i francuskim.

## Wybrana twórczość
- Václav Hubinger, František Honzák, Jiří Polišenský, Národy celého světa, Praha: Mladá fronta, 1985, OCLC 012806523. Brak numerów stron w książce